# Centre international de solidarité ouvrière
Le Centre international de solidarité ouvrière (CISO) est un réseau intersyndical québécois de solidarité internationale actif depuis 1975. Il regroupe 80 syndicats, centrales syndicales et groupes populaires du Québec.
Le centre a pour mission de renforcer la solidarité internationale en créant des liens entre les travailleurs du Québec et du reste du monde.

## Historique
En avril 1973, deux représentants syndicaux, dont Michel Chartrand du Conseil central du Montréal métropolitain, se rendent au Chili pour participer à la Conférence internationale ouvrière organisée par la Centrale unitaire des travailleurs du Chili. Les représentants sont alors inspirés par les « liens de fraternité exprimés lors de la conférence » et aimeraient organiser un tel évènement en sol québécois,. Les démarches se mettent en place, coordonnées notamment par les trois plus importantes centrales syndicales — la CSN, la FTQ et la CSQ (alors CEQ) —, le Conseil central du Montréal métropolitain, l'Association Québec-Palestine, le Comité Québec-Chili, le SUCO et le SQAL.
Du 12 au 15 juin 1975, au Collège de Maisonneuve, a lieu la Conférence internationale de solidarité ouvrière. L'évènement rassemble 600 personnes, dont 44 provenant de délégations étrangères et 51 provenant des États-Unis ou d'autres provinces canadiennes. Avec comme objectif central l'internationalisme syndical, la Conférence avait, d'une part, l'objectif de former les représentants syndicaux aux enjeux internationaux, au capitalisme et à l'impérialisme, et d'autre part, de favoriser la coopération entre les mouvements syndicaux du Québec et du monde,,.
À la suite de la conférence, les organisations participantes créent le Centre international de solidarité ouvrière (CISO), organisation parasyndicale ayant comme mission de poursuivre les travaux de la conférence sur une base continue, tout en soutenant la politisation des travailleurs du Québec,,. Dans les années qui vont suivre, le centre organise des stages internationaux, des tournées de militants à travers le Québec, des conférences, ainsi qu'une série de publications, dont la revue Solidarité,. À titre d'exemple, le CISO organise des stages d'études annuels à Cuba entre la fin des années 1970 et le début des années 1980, en plus d'organiser cinq stages au Nicaragua entre 1984 et 1992.
Le CISO joue alors un rôle éducatif dans l'écosystème syndical québécois, permettant de faire le « relais entre les centrales syndicales (CSN et CEQ) et les syndicats étrangers qui se réclamaient d'un syndicalisme de combat anticapitaliste et anti-impérialiste ». Il revendique, auprès des organisations syndicales, « le maintien d’une ligne syndicale de combat qui s’éloign[e] des visées exclusivement corporatistes et nationales ».
Conjointement à une déradicalisation du mouvement syndical québécois durant les années 1990, le CISO tempère progressivement son discours anticapitaliste et anti-impérialiste, privilégiant désormais la défense des droits de la personne dans les pays du Sud et la critique des impacts néfastes des grandes firmes multinationales sur les travailleurs.
En 2003, le CISO fonde la Coalition québécoise contre les ateliers de misère (CQCAM), une table de concertation visant à assurer le respect des droits humains tout au long de la chaîne d'approvisionnement par l'élimination des ateliers de misère.

## Champs d'action

### Éducation
Le centre mène des activités d'éducation pour ses membres, notamment par la tenue de conférences, de formations et par la création d'outils de vulgarisation et d'articles. Une part de sa mission éducative passe par la publication de plaidoyers, généralement au sein de coalitions, qui visent à faire pression sur les gouvernements québécois, canadiens ou internationaux.

### Solidarité internationale
D'une part, le CISO organise des activités de coopération internationale par l'appui à des projets menés par des partenaires internationaux, notamment au Guatemala, au Mexique, à Cuba, à Haïti, en Algérie, au Mali et au Burkina Faso.
D'autre part, le centre organise des stages internationaux pour militants syndicaux. Par la rencontre avec des partenaires syndicaux et communautaires locaux, le programme vise à favoriser le partage d'expérience entre les stagiaires et leurs milieux de travail respectifs au Québec,. Le CISO a organisé plus de 50 stages internationaux, notamment en Colombie, en Palestine, au Mexique, en Haïti, à Cuba et au Burkina Faso.